# Леочина
Леочина (алб. Leçinë) је насеље у општини Србица на Косову и Метохији. Атар насеља се налази на територији катастарске општине Леочина површине 784 ha. Село Леочина се први пут помиње у повељи српског краља Стефана Милутина издатој 1314. године. По турском попису из 1485. године село је било подељено на горњу и доњу област и укупно је имало 62 српска домаћинства са двојицом попова.
У Леочини постоји средњовековна црква Светог Јована. Саграђена је у 14. веку, а обновљена у 16. веку. По ранијим подацима, била је посвећена Светом Николи. Црква је стручно конзервирана и обновљена 1967. године. Данас је законом заштићена. У селу се још налазе остаци тзв. Калуђерске или Преобрашке цркве из 14. века.

## Демографија
Насеље данас има албанску етничку већину.
Број становника на пописима:
- попис становништва 1948. године: 511
- попис становништва 1953. године: 547
- попис становништва 1961. године: 652
- попис становништва 1971. године: 841
- попис становништва 1981. године: 994
- попис становништва 1991. године: 1069